# 泰尔梅诺-苏拉斯特拉达-德尔维诺
泰尔梅诺-苏拉斯特拉达-德尔维诺（義大利語：Termeno sulla Strada del Vino，發音：[terˈmɛːno sulla ˈstraːda del ˈviːno]，發音：[traˈmiːn an deːɐ̯ ˈvaɪnˌʃtraːsɛ]），常简称为泰尔梅诺，是意大利博尔扎诺-上阿迪杰自治省的一个市镇。总面积19平方公里，人口3282人，人口密度172.7人/平方公里（2009年）。ISTAT代码为021098。

## 友好城市
- 德国 勒德马克（1978年）
- 德国 明德尔海姆（1994年）
- 奥地利 施瓦茨（1998年）